# Barthélemy Vimont
Barthélemy Vimont, né le 1er janvier 1594 à Lisieux et décédé le 13 juillet 1667 à Vannes, est un missionnaire français.

## Biographie
Prêtre jésuite, Barthélemy Vimont a été chapelain de garnison au Cap-Breton en Acadie de 1629 à 1630. Retourné en Nouvelle-France en 1639, il arrive à Québec où il réside à la mission Saint-Joseph de Sillery. Il exerce la fonction de supérieur de la mission des Jésuites du Canada jusqu’en 1645. 

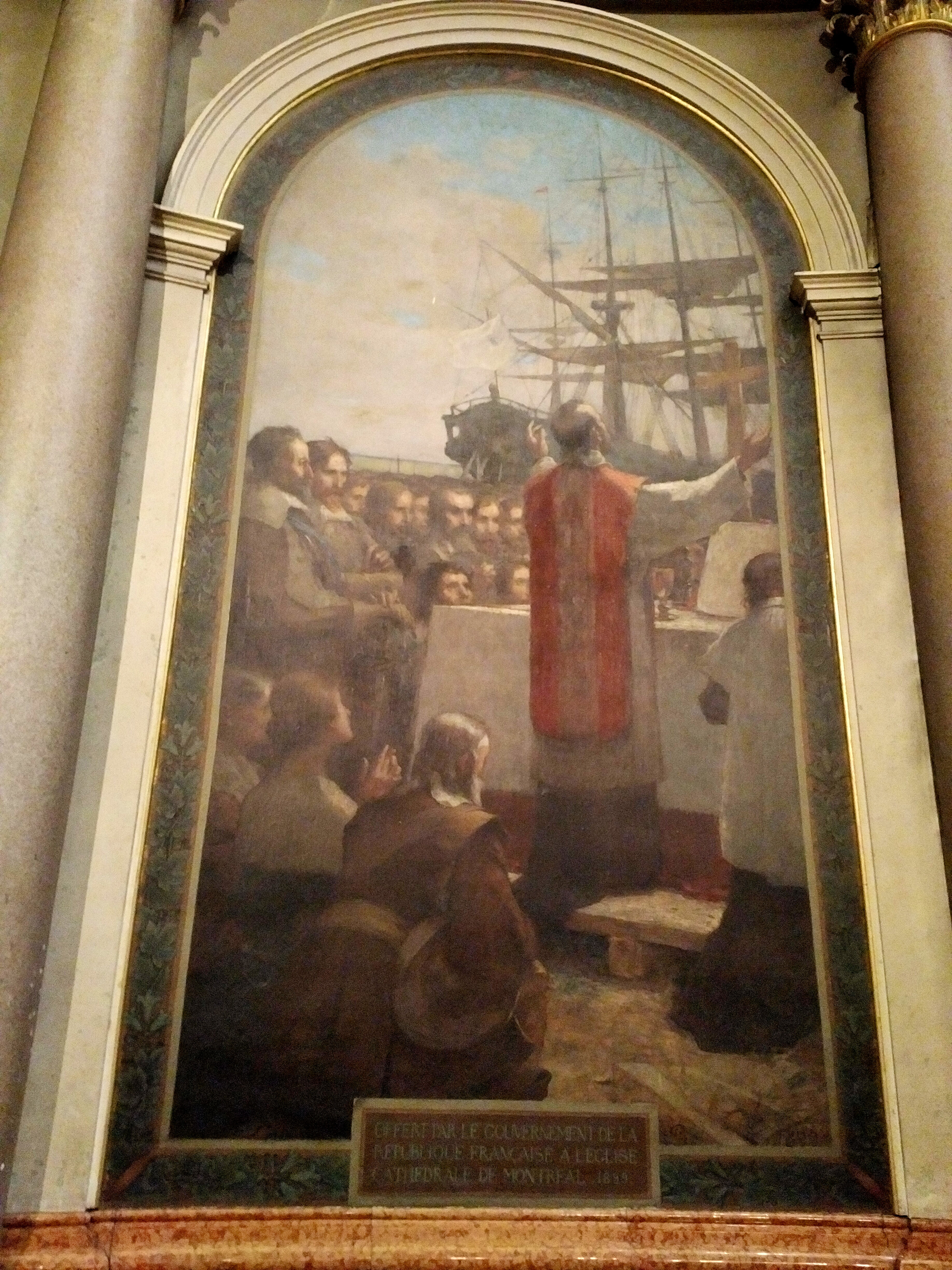
Le jésuite Barthélemy Vimont célèbre la première messe à Montréal en présence de Maisonneuve et de Jeanne Mance. Ce tableau, de l’artiste Ernest Laurent, a été offert à Mgr Paul Bruchési par le Gouvernement de la République française.

Il a été le premier à célébrer la messe à Montréal en 1642. Il participe à la fondation du premier collège d’Amérique du Nord en 1635. Lors des pourparlers de paix avec les Iroquois en 1645, il agit en guise de conseiller auprès du gouverneur Huault de Montmagny. Le 22 octobre 1659, il retourne, à la suite d'ennuis de santé, en France où il achèvera sa vie.

## Hommages
Un quartier de Laval, une rue de Québec et une école de Montréal portent son nom.